# Elección presidencial de Italia de 2015
La elección presidencial italiana de 2015 se realizó en Italia del 29 al 31 de enero de 2015, luego de la dimisión de Giorgio Napolitano como Presidente el 14 de enero de 2015. Los parlamentarios únicos y los delegados regionales están habilitados para votar. Como Jefe de Estado de la República Italiana, el presidente tiene una función de representación de unidad nacional y garantiza que la política italiana cumpla con la Constitución italiana, en el marco de un sistema parlamentario.
El 31 de enero, en la cuarta ronda de votación, el juez del Tribunal Constitucional Sergio Mattarella fue elegido Presidente con 665 votos de 1.009.

## Procedimiento
De conformidad con la Constitución italiana, la elección se lleva a cabo en forma de votación secreta, con los senadores, los diputados y 58 representantes regionales con derecho a voto. La elección se lleva a cabo en el Palazzo Montecitorio, sede de la Cámara de Diputados, con la capacidad del salón de actos ampliado para tal fin. Las primeras tres boletas requieren una mayoría de dos tercios de los 1.009 votantes para elegir un Presidente, o 673 votos. A partir de la cuarta votación, se requiere una mayoría absoluta para elegir a los candidatos, o 505 votos. El mandato presidencial dura siete años.
La elección fue presidida por la Presidenta de la Cámara de Diputados, Laura Boldrini, que procedió al conteo público de los votos, y por la Presidenta en funciones del Senado, Valeria Fedeli, en lugar del Presidente Pietro Grasso, que se desempeñaba como Presidente interino de la República Italiana desde el 14 de enero.

## Candidatos
- Sergio Mattarella,  juez principal, candidato del Presidente del Consejo de Ministros Matteo Renzi y el gobernante Partido Democrático.[1]
- Ferdinando Imposimato, juez principal, estuvo respaldado por el Movimiento 5 Estrellas.
- Vittorio Feltri, un periodista, candidato a la presidencia de Liga Norte y Hermanos de Italia.

## Colegio electoral
Los electores por grupo parlamentario (incluidos los delegados regionales) se dividieron de la siguiente manera:
|         |                                   |                  |                       |                      |               |
| Partido | Partido                           | Miembros (total) | Miembros              | Miembros             | Participación |
| Partido | Partido                           | Miembros (total) | MPs (Cámara y Senado) | Delegados regionales | Participación |
|         | Partido Democrático (PD)          | 445              | 415                   | 30                   | 44.1%         |
|         | Forza Italia (FI)                 | 143              | 130                   | 13                   | 14.1%         |
|         | Movimiento 5 Estrellas (M5S)      | 129              | 128                   | 1                    | 12.8%         |
|         | Área Popular (NCD/UdC)            | 74               | 70                    | 4                    | 7.3%          |
|         | Liga Norte (LN)                   | 38               | 35                    | 3                    | 3.8%          |
|         | Izquierda Ecología Libertad (SEL) | 34               | 33                    | 1                    | 3.4%          |
|         | Elección Cívica (SC)              | 32               | 32                    | 0                    | 3.2%          |
|         | Otros                             | 114              | 108                   | 6                    | 11.3%         |
| Total   | Total                             | 1,009            | 951                   | 58                   | 100.0%        |

## Resultados
| Sergio Mattarella            | 5     | 4     | 4     | 665   |
| Ferdinando Imposimato        | 120   | 123   | 126   | 127   |
| Vittorio Feltri              | 49    | 51    | 56    | 46    |
| Stefano Rodotà               | 23    | 22    | 22    | 17    |
| Emma Bonino                  | 25    | 23    | 23    | 2     |
| Romano Prodi                 | 9     | 5     | 3     | 2     |
| Antonio Martino              | 3     | –     | –     | 2     |
| Giorgio Napolitano           | –     | –     | –     | 2     |
| Luciana Castellina           | 37    | 34    | 33    | –     |
| Lucio Barani                 | 4     | 3     | 21    | –     |
| Giuseppe Pagano              | 3     | 7     | 11    | –     |
| Claudio Sabelli Fioretti     | 11    | 14    | 8     | –     |
| Marcello Gualdani            | 6     | 10    | 7     | –     |
| Mauro Guerra                 | –     | 3     | 5     | –     |
| Francesco Guccini            | –     | –     | 4     | –     |
| Luigi Manconi                | –     | –     | 4     | –     |
| Ignazio Messina              | 3     | 3     | 3     | –     |
| Angelo Perrino               | –     | –     | 3     | –     |
| Antonio Razzi                | –     | 4     | 2     | –     |
| Ezio Greggio                 | 2     | 3     | 2     | –     |
| Franco Frattini              | –     | 2     | 2     | –     |
| Ernesto Abaterusso           | –     | –     | 2     | –     |
| Pier Ferdinando Casini       | –     | –     | 2     | –     |
| Michele Emiliano             | –     | –     | 2     | –     |
| Giovanni Malagò              | –     | –     | 2     | –     |
| Luigi Marino                 | –     | –     | 2     | –     |
| Vincenzo Olita               | –     | –     | 2     | –     |
| Antonio Palmieri             | –     | –     | 2     | –     |
| Pasquale Sollo               | –     | –     | 2     | –     |
| Andrea Vecchio               | –     | –     | 2     | –     |
| Santo Versace                | –     | 6     | –     | –     |
| Paola Severino               | –     | 5     | –     | –     |
| Carlo Sangalli               | –     | 4     | –     | –     |
| Pierluigi Bersani            | 5     | 2     | –     | –     |
| Giuseppe Scognamiglio        | 4     | 2     | –     | –     |
| Agostino Marianetti          | 3     | 2     | –     | –     |
| Anna Finocchiaro             | 2     | 2     | –     | –     |
| Luciano Cimmino              | –     | 2     | –     | –     |
| Gabriele Albertini           | 14    | –     | –     | –     |
| Mauro Morelli                | 9     | –     | –     | –     |
| Massimo Caleo                | 8     | –     | –     | –     |
| Ricardo Antonio Merlo        | 3     | –     | –     | –     |
| Paolo Mieli                  | 3     | –     | –     | –     |
| Antonello Zitelli            | 3     | –     | –     | –     |
| Dario Baldini D'Amato        | 2     | –     | –     | –     |
| Otros candidatos             | 48    | 61    | 70    | 14    |
| Papeles en blanco            | 538   | 531   | 513   | 105   |
| Documentos inválidos         | 33    | 26    | 27    | 13    |
| Ausentes                     | 34    | 56    | 40    | 14    |
| Total                        | 1,009 | 1,009 | 1,009 | 1,009 |
| Fuente: Parlamento de Italia |       |       |       |       |